# انگور (گیاه)
انگور (نام علمی: Vitis vinifera) گونه‌ای از سرده انگوری‌ها بومی منطقه مدیترانه، اروپای مرکزی و جنوب غرب آسیا از مغرب و پرتغال تا جنوب آلمان و از شرق تا شمال ایران است.